# Hoofdklasse (mannenhandbal) 1976/77
De Hoofdklasse was de hoogste afdeling van het Nederlandse handbal bij de heren op landelijk niveau. In het seizoen 1976/1977 werd Sittardia landskampioen. ESCA en Stratum Meteoor degradeerden naar de eerste divisie.

## Teams
| Club                          | Plaats     | Provincie     |
| ----------------------------- | ---------- | ------------- |
| AHC '31                       | Amsterdam  | Noord-Holland |
| E&O                           | Emmen      | Drenthe       |
| ESCA                          | Arnhem     | Gelderland    |
| De Gazellen                   | Doetinchem | Gelderland    |
| Duyvestein Wintersport/Hermes | Den Haag   | Zuid-Holland  |
| Stratum Meteoor               | Eindhoven  | Noord-Brabant |
| PSV                           | Eindhoven  | Noord-Brabant |
| Sittardia                     | Sittard    | Limburg       |
| Swift Arnhem                  | Arnhem     | Gelderland    |
| Mora/Swift                    | Roermond   | Limburg       |

## Stand
| Pos | Team                          | Wed | W  | G | V  | Ptn | DV | DT | +/− | Opmerking                     |
| --- | ----------------------------- | --- | -- | - | -- | --- | -- | -- | --- | ----------------------------- |
| 1   | Sittardia (K)                 | 18  | 16 | 1 | 1  | 33  | 0  | 0  | 0   | Landskampioen                 |
| 2   | Duyvestein Wintersport/Hermes | 18  | 12 | 3 | 3  | 27  | 0  | 0  | 0   |                               |
| 3   | De Gazellen                   | 18  | 10 | 2 | 6  | 22  | 0  | 0  | 0   |                               |
| 4   | Swift Arnhem                  | 18  | 8  | 2 | 8  | 18  | 0  | 0  | 0   |                               |
| 5   | Mora/Swift                    | 18  | 8  | 0 | 10 | 16  | 0  | 0  | 0   |                               |
| 6   | E&O                           | 18  | 7  | 2 | 9  | 16  | 0  | 0  | 0   |                               |
| 7   | AHC '31                       | 18  | 8  | 0 | 10 | 16  | 0  | 0  | 0   |                               |
| 8   | PSV                           | 18  | 7  | 2 | 9  | 16  | 0  | 0  | 0   |                               |
| 9   | ESCA (R)                      | 18  | 6  | 2 | 10 | 14  | 0  | 0  | 0   | Degradatie naar eerste klasse |
| 10  | Stratum Meteoor (R)           | 18  | 0  | 2 | 16 | 2   | 0  | 0  | 0   | Degradatie naar eerste klasse |

Nederlands kampioen zaalhandbal:
1954 · 1955 · 1956 · 1957  · 1958 · 1959 · 1960 · 1961 · 1962
Hoofdklasse:
1962/63 ·1963/64 · 1964/65 · 1965/66 · 1966/67 · 1967/68 · 1968/69 · 1969/70 · 1970/71 · 1971/72 · 1972/73 · 1973/74 · 1974/75 · 1975/76 · 1976/77
Eredivisie:
1977/78 · 1978/79 · 1979/80 · 1980/81 · 1981/82 · 1982/83 · 1983/84 · 1984/85 · 1985/86 · 1986/87 · 1987/88 · 1988/89 · 1989/90 · 1990/91 · 1991/92 · 1992/93 · 1993/94 · 1994/95 · 1995/96 · 1996/97 · 1997/98 · 1998/99 · 1999/00 · 2000/01 · 2001/02 · 2002/03 · 2003/04 · 2004/05 · 2005/06 · 2006/07 · 2007/08 · 2008/09 · 2009/10 · 2010/11 · 2011/12 · 2012/13 · 2013/14 · 2014/15 · 2015/16 · 2016/17 · 2017/18 · 2018/19 · 2019/20 · 2020/21 · 2021/22 · 2022/23 · 2023/24
Next Handball League
2024/25
Kampioenspoule / HandbalNL League (nacompetitie Super Handball League ):
2015 · 2016 · 2017 · 2018 · 2019 · 2020 · 2021 · 2022 · 2023 · 2024 · 2025